# 布魯斯群島
布魯斯群島（英語：Bruce Islands），是南極洲的群島，位於埃利厄姆島西北面3公里和魯特角西北面6公里，處於埃利厄姆島西北面3公里，屬於南奧克尼群島的一部分，現時由南極條約體系管理。